# Chrysopa fulvocephala
Chrysopa fulvocephala is een insect uit de familie van de gaasvliegen (Chrysopidae), die tot de orde netvleugeligen (Neuroptera) behoort. 
Chrysopa fulvocephala is voor het eerst wetenschappelijk beschreven door Curtis in 1834.